# 1964年東京オリンピックのフィンランド選手団
1964年東京オリンピックのフィンランド選手団（1964ねんとうきょうオリンピックのフィンランドせんしゅだん）は、1964年10月10日から10月24日にかけて日本の首都東京で開催された1964年東京オリンピックのフィンランド選手団、およびその競技結果。

## 概要
今大会は金メダル3個、銅メダル2個の合計5個のメダルを獲得した。

## メダル
| メダル | 選手名                 | 競技       | 種目             |
| ------ | ---------------------- | ---------- | ---------------- |
| 金     | パウリ・ネバラ         | 陸上       | 男子やり投       |
| 銅     | ペルッティ・プルホネン | ボクシング | 男子ウェルター級 |
| 銅     | ハンヌ・ランタカリ     | 体操       | 男子跳馬         |